# Saint-Martial-sur-Né
Saint-Martial-sur-Né là một xã trong tỉnh Charente-Maritime trong vùng Nouvelle-Aquitaine, tây nam nước Pháp. Xã Saint-Martial-sur-Né nằm ở khu vực có độ cao trung bình 35 mét trên mực nước biển. Sông Né chảy gần xã này.

## Lịch sử biến động dân số
| Năm  | Dân số | Mật độ |
| ---- | ------ | ------ |
| 1962 | 375    | -      |
| 1968 | 414    | -      |
| 1975 | 402    | -      |
| 1982 | 367    | -      |
| 1990 | 328    | -      |
| 1999 | 354    | 30/km² |